# Inder Verma
Inder Mohan Verma (* 28. November 1947 in Sangrur, Punjab) ist ein indischer Molekularbiologe und Molekulargenetiker. Er ist für Forschungen zu Krebs, zur Immunologie und Gentherapie bekannt.

## Leben
Verma studierte an der Universität Lucknow und wurde 1971 am Weizmann-Institut promoviert. Als Post-Doktorand war er bei David Baltimore am Massachusetts Institute of Technology. 1974 wurde er Assistant Professor, 1979 Associate Professor und wirkte von 1985 bis 2018 als Professor am Salk Institute for Biological Studies. Außerdem ist er Adjunct Professor an der University of California, San Diego, und im Rat des Scripps Research Institute. Er ist American Cancer Society Professor of Molecular Biology und hat den Irwin and Joan Jacobs Lehrstuhl in Biowissenschaften.
Seine Arbeiten an Viren und an der Krebsentstehung führten zur Entdeckung von Onkogenen, wie c-fos. Er studierte wie Gendefekte in der Entwicklung zu Krebs führen und untersuchte unter anderem anhand des Transkriptionsfaktors NF-κB die Frage, wie Entzündungen zu Krebs führen können. Er war ein Pionier in der Entwicklung von auf Retroviren basierenden Techniken um Gene in Körperzellen einzubauen (Transduktion). Sie werden u. a. zum Zwecke der Gentherapie in den Körper zurückgeschleust um zum Beispiel dem Körper fehlende Proteine zu produzieren. Dabei verwendete und entwickelte er auch die Methode induzierter pluripotenter Stammzellen (iPSC). Unter anderem gelang seinem Labor iPSC für Modelle von Lungengewebe zu entwickeln.
Er zeigte in seinem Labor, dass Glioblastome entgegen der Lehrmeinung aus mehreren Arten von Nervenzellen entstehen können. Mit Kollegen fand er, dass das Brustkrebsgen 1 (BRCA1) auch in der Genregulation im Gehirn eine Rolle spielt.
2010 erhielt er den Pasarow Award für Krebsforschung und 2008 den Vilczek Preis in Biomedizin.
Er ist Mitglied der National Academy of Sciences, der American Academy of Arts and Sciences, der American Association for the Advancement of Science, der European Molecular Biology Organization (EMBO), der American Philosophical Society, der Indian National Science Academy und der Third World Academy of Sciences.
Verma war von 2011 bis 2018 Herausgeber der Proceedings of the National Academy of Sciences (PNAS).
Verma wurde 2017 vorgeworfen, die Förderung von Frauen am Salk Institute aktiv zu behindern. Zudem gab es in der Folge Vorwürfe wegen sexueller Belästigung gegen Verma, in deren Folge er von seiner Herausgebertätigkeit und seiner Position am Salk Institute zurückgetreten ist.

## Schriften
- Gene Therapy, Scientific American, November 1990, doi:10.1038/scientificamerican1190-68.